# Bekény
A Bekény a Beke név származéka, más feltevések szerint török → magyar eredetű férfinév, jelentése: meddő, terméketlen.
Más források szerint, sűrű cserjével benőtt dombvidék. E jelentést őrzi mind a mai napig a Bükk-vidék területén található Bekény puszta nevezetű hely. Megjelenik a magyarok őstörténelmében a Fekete tengernél töltött időszakban mint fejedelmi tulajdonnév, illetve később a törökvész idején, a Bekények voltak a zászlóaljparancsnokok.[forrás?]

## Képzett nevek
- Beke:[1] a név eredeti alakja, az ismeretlen eredetű Bek név származéka, vagy a Be- kezdetű nevek -ke kicsinyítőképzős alakja.[2]
- Bekes:[1] szintén lehet a Bek kicsinyítőképzős alakja, de valószínűbb, hogy a béke szóból származik, és azonos a Békés személy és helynévvel, mivel a régi magyar írásokban az é betűt is e betűvel jelölték.[2]
- Bekő:[1] a Bek név -ő kicsinyítőképzős származéka, vagy a Be- kezdetű nevek beceneve[2]

## Gyakorisága
Az 1990-es években a Bekény, Beke, Bekes és Bekő egyaránt szórványosan fordult elő, a 2000-es években nem szerepelnek a 100 leggyakoribb férfinév között.

## Névnapok
- Bekény, Beke, Bekes: május 14.,[2] július 10.,[2] október 7.[2]
- Bekő: március 21.,[2] december 29.[2]